# Syndrome de Christ-Siemens-Touraine
 Mise en garde médicale
Le syndrome de Christ-Siemens-Touraine est une maladie génétique transmise le plus souvent sur le mode récessif lié  X en rapport avec un trouble du développement ectodermique. Des transmissions de type autosomique dominant et récessif existent.
Trois signes majeurs de la maladie :
- hypotrichose : une chevelure éparse ;
- oligodontie : une denture anormale ou absente ;
- anhidrose : une absence totale ou partielle des glandes sudoripares entrainant des troubles de la sudation.

## Personnalités atteintes du syndrome
- L'acteur américain Michael Berryman, qui a notamment joué dans La colline a des yeux ;
- L'acteur français Abdé Maziane.